# Barry Cox
Barry William Cox es un personaje ficticio de la película Sé lo que hicisteis el último verano. El actor estadounidense Ryan Phillippe interpretó a Barry Cox.

## Apariciones
Sé lo que hicisteis el último verano
Barry Cox es un adolescente que en la noche del 4 de julio mata accidentalmente a un hombre junto a sus amigos. Entre los cuatro pactan que se llevarán el secreto a la tumba. Al año siguiente, su amiga Julie recibe una nota amenazadora en la que pone: Sé lo que hicisteis el último verano. A raíz de esa nota, uno a uno, a sus amigos y a él les ocurren cosas extrañas. A él le atropellan a la salida del gimnasio, a su novia le cortan el pelo, a su amiga le colocan un cadáver en el maletero del coche...
La noche del 4 de julio, mientras está observando a su novia, el asesino aparece por detrás y lo apuñala hasta matarlo a la vista de los ojos de su novia, que se pone histérica y nadie la cree.
Secuencias más tarde, Julie encuentra su cadáver en el barco del asesino, congelado y al lado del de su novia.
- Datos: Q5721239